# Escola Superior d'Arxivística i Gestió de Documents
L'Escola Superior d'Arxivística i Gestió de Documents (ESAGED) és una institució adscrita a la Universitat Autònoma de Barcelona a través de la Fundació Universitat Autònoma de Barcelona. Va néixer el 2002 i el seu objectiu és la formació d'experts en el tractament dels arxius i la gestió de documents. Imparteix el Master en Arxivística i Gestió de Documents i també organitza diversos postgraus d'especialització i cursos de formació continuada. Les altres funcions són l'assessoria i la consultoria per a l'administració pública i les empreses privades, i la recerca arxivística amb publicacions i projectes d'investigació que tracten les temàtiques més diverses de la disciplina.

## Història
El 1989 l'Associació d'Arxivers de Catalunya (AAC) promulgà la formació d'alt nivell en la gestió de documents i dels arxius. En col·laboració amb l'Institut d'Estudis Medievals de la UAB organitzà el Mestratge d'Arxivística, del qual se celebraren 5 edicions entre 1989 i 2003. La col·laboració s'estengué a altres universitats catalanes (Girona, Tarragona i Lleida). En total se celebraren vuit edicions. L'objectiu d'aquest mestratge era formar professionals experts en la gestió d'arxius i documents. L'èxit de la convocatòria va fer plantejar a l'AAC la creació d'una titulació universitària que aportés una formació bàsica als futurs professionals dels arxius i propiciés la recerca arxivística i així evitar que es diluís i es minimitzés la disciplina en un pla de ciències de la documentació. El juny de 1997 l'AAC creà la Comissió d'Estudis en Arxivística amb l'encàrrec d'elaborar les directrius generals de formació. Dins la Jornada d'Estudi i Debat D'ofici a ciència: l'arxivística a la Universitat (1998), amb la ponència El programa d'estudis universitaris en arxivística: una proposta es marcaren les bases teòriques de la formació per a arxivers generalistes dins un segon cicle i especialització de tercer cicle, partint de la concepció integrada de l'arxivística que equilibrés els coneixements de base més històrica i els de la gestió de documents.
La necessitat d'obtenir una llicenciatura d'Arxivística era quelcom general a tot l'Estat, cosa que provocà que tots els representants de les diferents associacions d'arxivers d'Espanya es reunissin el 28 de març de 1998 a la seu d'ANABAD a Madrid, on es creà el Grupo de Trabajo de la Licenciatura en Archivística per a formular les directrius generals sobre els estudis universitaris en arxivística, elaborar un pla d'activitats i un calendari de reunions per establir els contactes institucionals i nomenar un Grupo de Trabajo Ejecutivo. El títol consensuat es presentà el juny de 1999 al Consell d'Universitats, però fou rebutjat per ser un procés lent i costós a nivell burocràtic. A més, el sistema universitari patia una inflació de titulacions i estava en plena reforma a partir de la declaració de Bolonya (1999) que té com a objectiu la concepció de l'Espai Europeu d'Ensenyament Superior (EEES).
Es decidí que la manera més ràpida per aconseguir uns estudis superiors era que una universitat catalana creés un títol propi d'Arxivística, quelcom plantejat a la Jornada d'Estudis i Debat de 1998. La UAB, ja havia organitzat cinc edicions del Mestratge d'Arxivística conjuntament amb l'AAC i acceptà la proposta del títol propi. Una Comissió redactà el pla d'estudis i projectà l'organització, prenent la base de Propuesta de Licenciatura en Archivística y Gestión de Documentos, amb el suport de l'Oficina de Qualitat i Innovació docent (actual oficina de Planificació i Qualitat) i després amb la intervenció de la Fundació Universitat Autònoma de Barcelona (FUAB), la qual creà l'ESAGED el febrer del 2002, moment en què s'aprovà la constitució del reglament de funcionament i del Consell Assessor, es ratificà el Pla d'estudis i es creà la web. A través de la Fira de l'Ensenyament, les insercions publicitàries, les presentacions en fòrums acadèmics i díptics divulgatius, s'anuncià l'inici del curs el setembre del 2002. Així nasqué l'ESAGED, com a centre pioner en la formació arxivística arreu de l'estat espanyol.

## Organització
L'AAC fou la gran impulsora en els seus inicis i participa amb la signatura de convenis de formació i la presidència del Consell Assessor, que es reuneix anualment per tal de valorar l'evolució de l'Escola i promoure nous projectes. Aquest Consell Assessor està format per la Direcció General de Patrimoni Cultural de la Generalitat, l'Escola d'Administració Pública de Catalunya i la Diputació de Barcelona, empreses Baratz SA, Artyplan Arxivat 2009-01-24 a Wayback Machine., Dinser i Kronos Projects.
Master en Arxivística i Gestió de Documents
El màster universitari en Arxivística i Gestió de Documents s'imparteix des del curs acadèmic 2010-2011 i és l'hereu del Graduat Superior d'Arxivística i Gestió de Documents que va organitzar l'Esaged des del 2002 fins al 2010. És un màster de caràcter interdisciplinari que capacita els estudiants per exercir en qualsevol arxiu públic o privat, històric o administratiu. El ventall d'assignatures del màster atén les de l'arxivística més tradicional, com ara Diplomàtica, fins a la gestió documental més avançada, com la Gestió de Documents Electrònics, així com matèries relacionades amb el Dret i també l'organització administrativa. La metodologia docent combina la formació teòrica amb la realització de pràctiques remunerades en arxius, facilitant la inserció laboral en el mercat.

## Postgraus
L'Esaged organitza postgraus d'especialització en diversos àmbits dels arxius i la gestió de documents. El postgrau de Gestió de Documents Electrònics, en col·laboració amb l'Escola d'Administració Pública de Catalunya, CATCert, l'Administració Oberta de Catalunya, el Departament de Cultura de la Generalitat i l'AAC. L'altre postgrau és el de Gestió de documents fotogràfics en col·laboració amb l'AAC i l'Institut d'Estudis Fotogràfics i el Centre de Recerca i Difusió de la Imatge (CRDI Arxivat 2008-11-03 a Wayback Machine.) de l'Ajuntament de Girona.

## Formació continuada
La formació continuada Arxivat 2009-01-11 a Wayback Machine. a través d'un conveni signat entre l'ESAGED i l'AAC se cerca la formació d'aquells que ja exerceixen l'ofici d'arxiver. Aquests cursos, que s'imparteixen a les diferents capitals catalanes, se centren en aspectes concrets del funcionament d'arxiu i les novetats professionals. Els cursos que s'han impartit són de temàtica diversa, com ara Internet dins l'arxiu, la norma ISO 15489, la imatge digital com a document d'arxiu, normalització dels documents de treball en l'Administració pública, biblioteques d'arxiu, propietat intel·lectual, quadres de classificació uniforme, protecció de dades, signatura digital i certificació digital, avaluació i preservació de la documentació, classificació de la documentació, creació d'un arxiu digital/audiovisual, etc.
A més de la formació continuada l'ESAGED ha impartit altres cursos en tant que centre de formació integral, destinats a diferents ajuntaments catalans, la Diputació de Barcelona, el ministeri de cultura d'Andorra i a l'escola d'Administració Pública de la Rioja, entre d'altres.

## Col·laboracions i projectes
L'ESAGED té com a objectius la investigació i la recerca arxivística, per això ha col·laborat i col·labora en diferents projectes.
Un d'ells és el projecte d'investigació sobre la problemàtica dels fongs i altres microorganismes en el patrimoni documental que té la finalitat d'analitzar el problema per tal de formular un seguit de recomanacions i propostes d'actuació preventiva, en col·laboració amb el Departament de Sanitat i Anatomia Animal de la UAB, la Subdirecció General d'Arxius de la Generalitat, l'Arxiu Municipal de Barcelona Arxivat 2009-01-26 a Wayback Machine., l'Institut Químic de Sarrià, Gestior Químics i Estudi B2.
L'Escola conjuntament amb el Centre de Visió per Computador de la UAB, el Departament de Cultura de la Generalitat mitjançant l'Arxiu Històric de Girona i la Subdirecció General d'Arxius ha portat a terme un projecte d'investigació des del 2005 que consisteix en la creació d'un sistema de digitalització i extracció d'informació de la sèrie d'expedients de frontera del fons del Govern Civil de l'Arxiu Històric de Girona.
Més endavant l'escola signà un conveni amb l'Arxiu Nacional de Catalunya i la Direcció General de la Memòria Democràtica Arxivat 2008-06-16 a Wayback Machine. (2006) amb la finalitat de tractar 100.000 expedients interns dels fons penitenciaris entre 1930-1960.
També cal destacar dins els projectes de recerca les publicacions i altres estudis com els realitzats en el marc de la VII Conferència Europea d'Arxius, Varsòvia maig del 2006, sobre l'ensenyament de l'arxivística dins l'EEES, la conferència del director de l'Escola, Ramon Alberch, sobre l'ESAGED al Congreso de Archivos de Tradición Ibérica, San José (Costa Rica), o la conferència de la professora i coordinadora d'investigació de l'escola, Remei Perpinyà, i del professor i coordinador de la titulació, Alfred Mauri, al XI Congrés d'Arxius de Catalunya (Seu d'Urgell 2007).

Les col·laboracions amb altres institucions que tinguin com a objectiu la formació i la investigació arxivística és una de les tasques que ha dut s'ha dut a terme des de l'ESAGED, com ara: participació en la trobada d'Escoles de Formació al Congreso de Archivología del Mercosur Arxivat 2008-12-26 a Wayback Machine. (2003), els convenis de col·laboració amb la Universidad de Michoacán de la ciutat de Morelia, Mèxic, i amb la Escuela Mexicana de Archivos, col·laboracions amb l'escola d'arxivística de la Universidad de Córdova (Argentina), convenis amb els arxius generals de Bogotà (Colòmbia) i Santo Domingo (República Domincana).
Per acabar, cal destacar en les col·laboracions els vincles establerts amb el Consell Internacional d'Arxius (CIA/ ICA). L'Escola d'arxivística assolí la integració en el Consell com a membre de ple dret de la Secció d'Educació i Formació (2007). Des de 2008 n'és membre del Comité Executiu.